# Lago Küchen
El lago Küchen (en alemán: Küchensee) es un lago situado en el distrito de Pomerania Occidental-Greifswald, en el estado de Mecklemburgo-Pomerania Occidental (Alemania), a una altitud de 11.6 metros; tiene un área de 9.4 hectáreas.
Se encuentra ubicado a pocos kilómetros al oeste del estrecho Peenestrom.